# Oregon Coast Scenic Railroad
| Lok Nr. 25 mit ihrem Zug in Garibaldi |                      |                                              |                                              |
| Streckenlänge: | 20 km                |                                              |                                              |
| Spurweite: | 1435 mm (Normalspur) |                                              |                                              |
| |                      |                                              |                                              |
| \| \| \| Strecke der Port of Tillamook Bay Railroad \| \| \| \| \| nach Banks (Oregon) \| \| \| \| \| Beginn der Oregon Coast Scenic Railroad \| \| \| \| 0,0 \| Wheeler \| Wheeler \| \| \| \| Ausweichstelle \| \| \| \| \| Vosburg Creek (19 m) \| \| \| \| \| Japanese Creek (28 m) \| \| \| \| \| (29 m) \| \| \| \| \| Cheviot Creek \| \| \| \| \| Messhouse Creek \| \| \| \| \| Jetty Creek \| \| \| \| \| Crescent Lake Bridge (22 m) \| \| \| \| 12,2 \| Rockaway Beach „Visitor Information“ Caboose \| Rockaway Beach „Visitor Information“ Caboose \| \| \| \| Saltair Creek \| \| \| \| \| Watseco Creek \| \| \| \| \| Damm \| \| \| \| \| Smith Lake (379 m) \| \| \| \| \| Damm \| \| \| \| \| Hidden Lake (125 m) \| \| \| \| \| Abstellgleis \| \| \| \| 20,1 \| Garibaldi (Oregon) \| Garibaldi (Oregon) \| \| \| \| Ende der Oregon Coast Scenic Railroad \| \| \| \| \| Strecke der Port of Tillamook Bay Railroad \| \| \| \| \| nach Tillamook (Oregon) \| \| \| \| \| \| \| \| Quellen: [1] \| \| \| \| |                      |                                              |                                              |
| |                      | Strecke der Port of Tillamook Bay Railroad   |                                              |
| Strecke |                      | nach Banks (Oregon)                          | nach Banks (Oregon)                          |
| Wechsel des Eisenbahninfrastrukturunternehmens |                      | Beginn der Oregon Coast Scenic Railroad      | Beginn der Oregon Coast Scenic Railroad      |
| Haltepunkt / Haltestelle | 0,0                  | Wheeler                                      | Wheeler                                      |
| Dienststation / Betriebs- oder Güterbahnhof |                      | Ausweichstelle                               | Ausweichstelle                               |
| Brücke über Wasserlauf |                      | Vosburg Creek (19 m)                         | Vosburg Creek (19 m)                         |
| Brücke über Wasserlauf |                      | Japanese Creek (28 m)                        | Japanese Creek (28 m)                        |
| Brücke über Wasserlauf |                      | (29 m)                                       | (29 m)                                       |
| Brücke über Wasserlauf |                      | Cheviot Creek                                | Cheviot Creek                                |
| Brücke über Wasserlauf |                      | Messhouse Creek                              | Messhouse Creek                              |
| Brücke über Wasserlauf |                      | Jetty Creek                                  | Jetty Creek                                  |
| Brücke über Wasserlauf |                      | Crescent Lake Bridge (22 m)                  | Crescent Lake Bridge (22 m)                  |
| Haltepunkt / Haltestelle | 12,2                 | Rockaway Beach „Visitor Information“ Caboose | Rockaway Beach „Visitor Information“ Caboose |
| Brücke über Wasserlauf |                      | Saltair Creek                                | Saltair Creek                                |
| Brücke über Wasserlauf |                      | Watseco Creek                                | Watseco Creek                                |
| |                      | Damm                                         |                                              |
| |                      | Smith Lake (379 m)                           |                                              |
| |                      | Damm                                         |                                              |
| |                      | Hidden Lake (125 m)                          |                                              |
| Abzweig geradeaus und nach rechts |                      | Abstellgleis                                 | Abstellgleis                                 |
| Bahnhof | 20,1                 | Garibaldi (Oregon)                           | Garibaldi (Oregon)                           |
| Wechsel des Eisenbahninfrastrukturunternehmens |                      | Ende der Oregon Coast Scenic Railroad        | Ende der Oregon Coast Scenic Railroad        |
| Strecke |                      | Strecke der Port of Tillamook Bay Railroad   | Strecke der Port of Tillamook Bay Railroad   |
| |                      | nach Tillamook (Oregon)                      |                                              |
| |                      |                                              |                                              |
| Quellen: |                      |                                              |                                              |

Die Oregon Coast Scenic Railroad (OCSR) ist eine US-amerikanische Museumseisenbahn und gemeinnützige Organisation mit Sitz in Garibaldi (Oregon). Sie verkehrt auf 20 Kilometern Strecke der ehemaligen Southern Pacific Transportation, zwischen Garibaldi und Wheeler. Heute ist die Port of Tillamook Bay Railroad der Eigentümer der Strecke, mit der ein Pachtvertrag besteht.

## Geschichte
Die 74 Kilometer lange Strecke durch die Berge der Oregon Coast Range wurde zwischen 1906 und 1911 von der Pacific Railway and Navigation Company für den Holztransport erbaut. Sie führte von Banks (Oregon) aus in nordwestliche Richtung durch die Schlucht des Salmonberry River, verlief dann nach Südwesten durch das Tal des Nehalem Rivers und erreichte bei Wheeler die Nehalem Bay. Danach wandte sich die Linie nach Süden, entlang von Oregons Pazifikküste nach Garibaldi und erreichte die Tillamook Bay und endete am heutigen Flughafen Tillamook. 1916 wurde die Strecke der „Tillamook Branch Line“ von der Southern Pacific Transportation aufgekauft. Im Jahr 1990 erwarb die Port of Tillamook Bay Railroad die Bahnlinie.

### Oregon Coast Scenic Railroad
Die Oregon Coast Scenic Railroad wurde 2003, als gemeinnützige Museumseisenbahn, von Scott und Kim Wickert gegründet. Danach wurde ein Pachtvertrag für den Betrieb von Museumszügen mit der Port of Tillamook Bay Railroad abgeschlossen. Seither erwarb die Museumsbahn historische Lokomotiven und Wagen. Ein Teil der Fahrzeuge ist betriebsfähig, weitere sind ausgestellt. In Garibaldi steht eine Werkstatt zur Instandhaltung der Fahrzeuge zur Verfügung.
Die OCSR bewahrt die Geschichte des Holzeinschlages im pazifischen Nordwesten. Die Bahn sammelt dazugehörige Fahrzeuge und restauriert sie, um sie für die Zukunft zu bewahren.
Die Museumszüge beginnen in Garibaldi und fahren in nördliche Richtung, entlang der Küste nach Rockaway Beach und werden dabei häufig von einer Dampflok gezogen. Sonderzüge fahren auch bis Wheeler am Nehalem River. In den Sommermonaten werden tägliche Ausflugsfahrten und das ganze Jahr über Sonderfahrten angeboten.

## Bilder

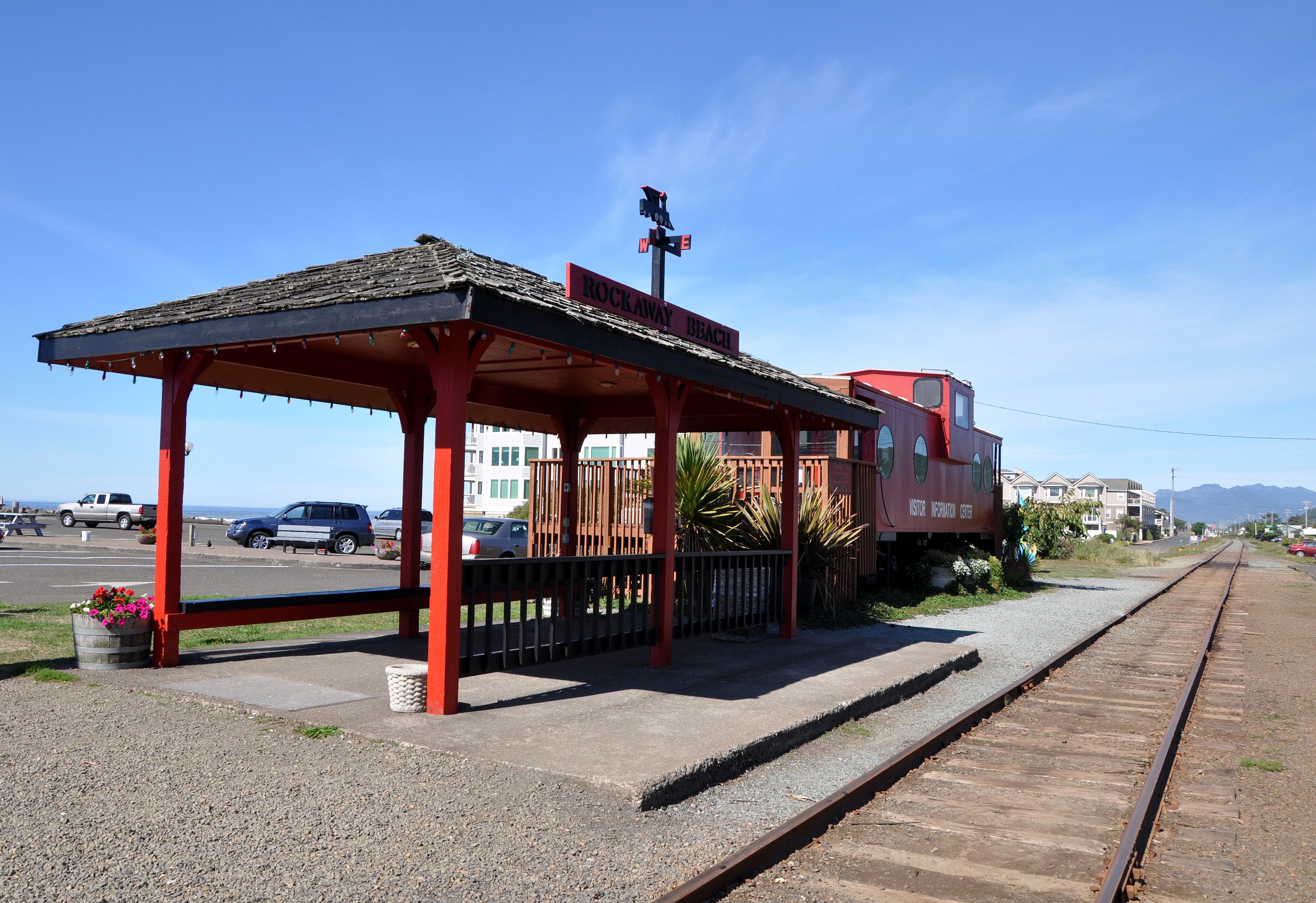
Haltestelle Rockaway Beach, September 2009
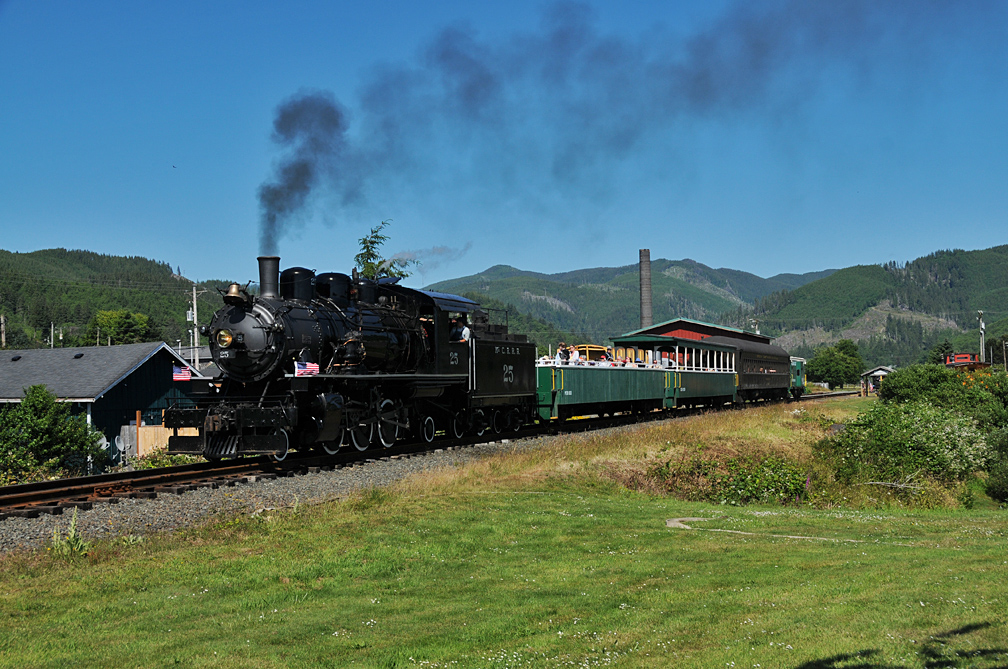
Ein Ausflugszug mit Lok Nr. 25 verlässt Garibaldi, Juli 2011
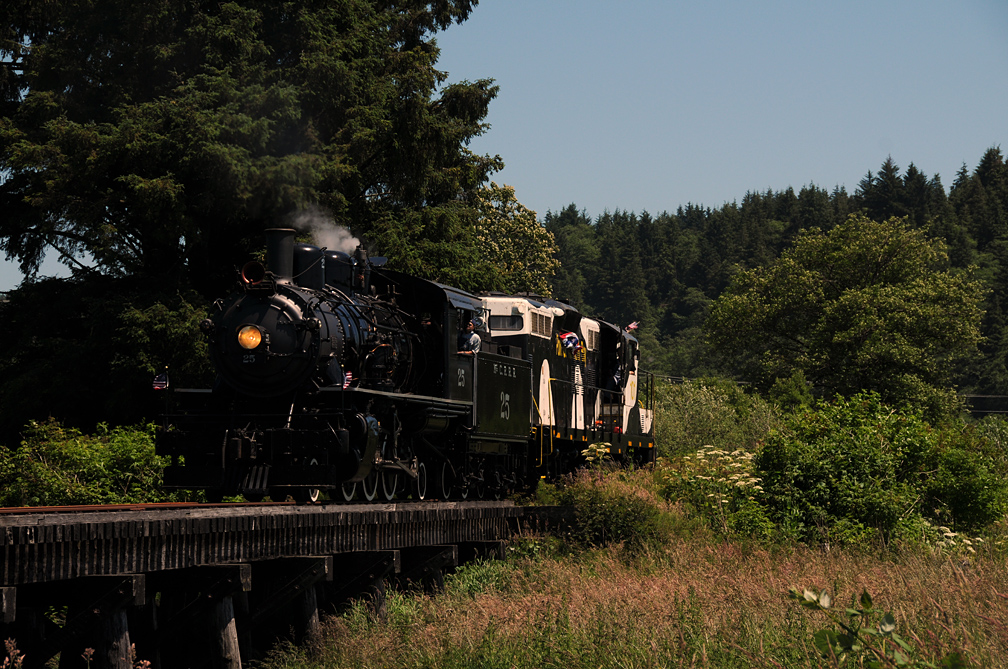
Die Lok Nr. 101 schiebt die 25 über eine Brücke, Juli 2011
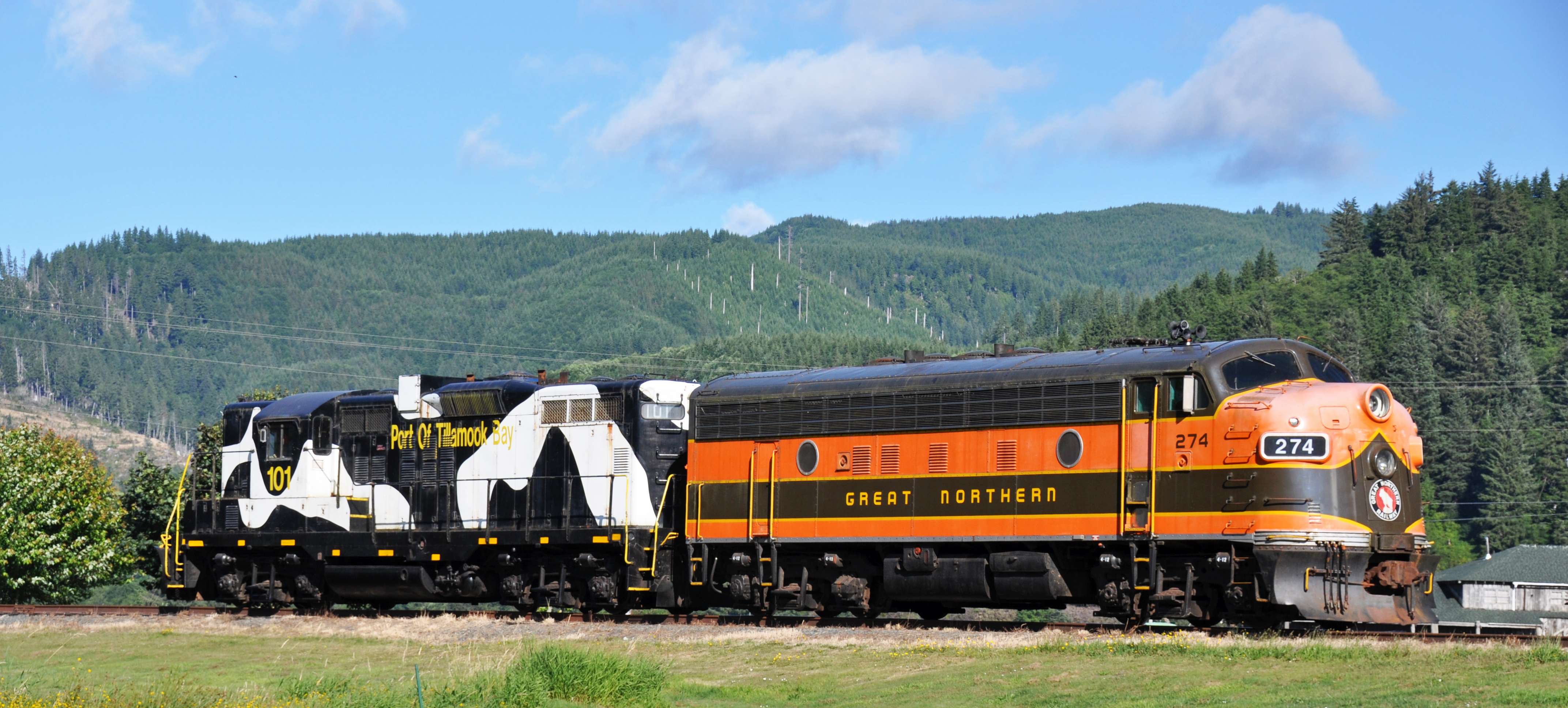
Die Dieselloks Nr. 101 und 274, August 2012
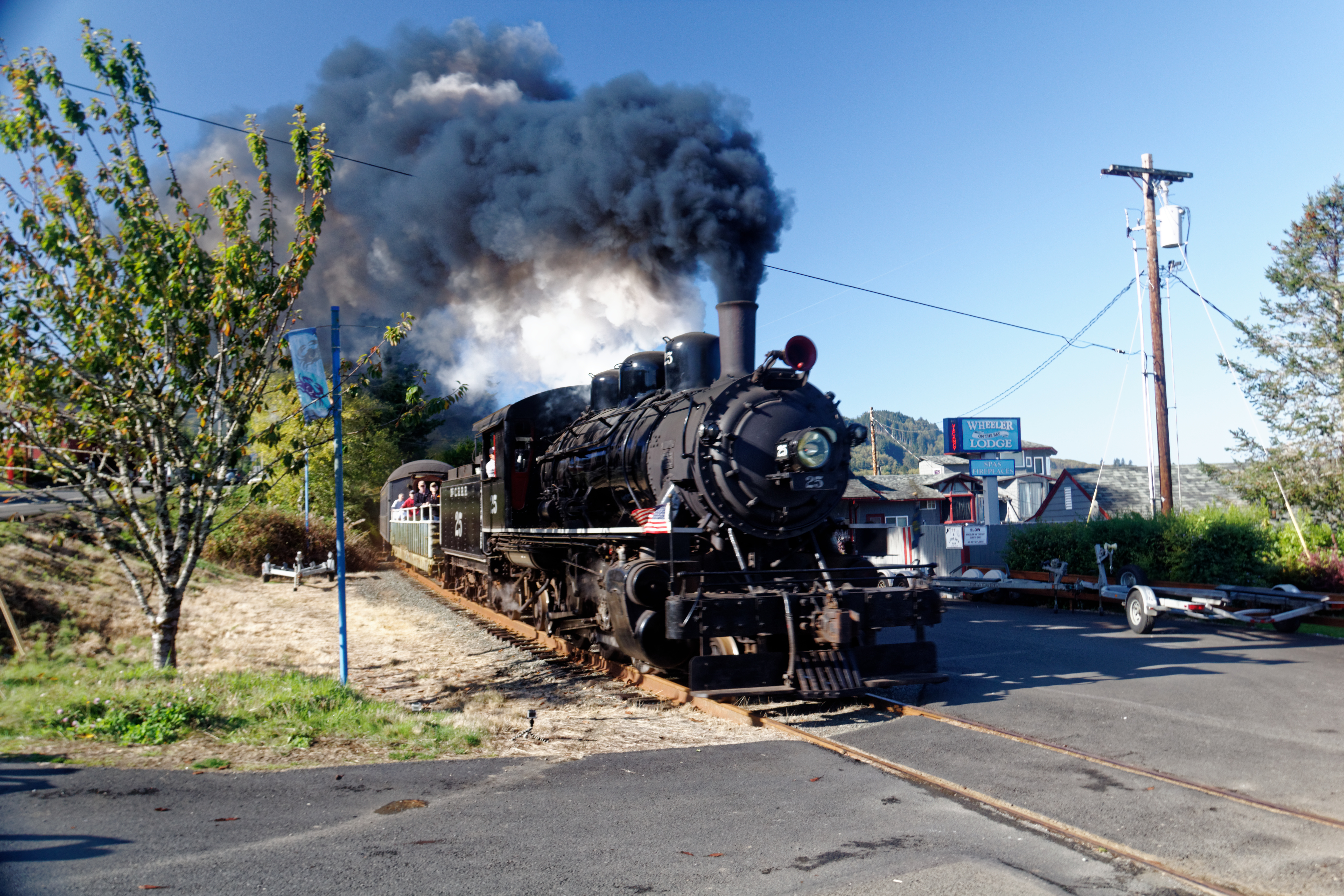
Lok Nr. 25 quert einen Bahnübergang, Oktober 2015
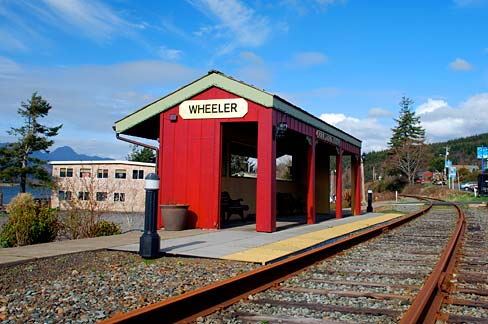
Die Haltestelle Wheeler, März 2009

## Züge
- Oregon Coastal Excursion – Rockaway Beach or Garibaldi – Ausflugszug von Rockaway Beach oder Garibaldi
- Fall Splendor Excursion – Herbstzug
- Candy Cane Express – Vorweihnachtlicher Zug
- Rockaway Beach Christmas Tree Lighting Excursion – Weihnachtszug
- Spring Break Excursion – Rockaway Beach or Garibaldi – Zug während der Frühlingsferien
- Spring Splendor Excursion – Frühlingszug
- Fourth of July Fireworks Spectacular – Abendzug zum Feuerwerk am 4. Juli
- Sunset Dinner Train – Dinner-Zug[3]

## Fahrzeuge

### Lok Nr. 25
Anfang 2011 konnte die McCloud Railway-Dampflokomotive Nr. 25 erworben werden. Die Lok stammte ursprünglich aus Oregon und sollte nach 86 Jahren wieder zurück in ihre Heimat. Ende März 2011 fuhren Mitglieder der OCSR nach McCloud (Kalifornien) und begannen mit den Vorbereitungen für den Transport. Am 30. März verließ die Lok Nr. 25 den Ort McCloud auf einem Tieflader in Richtung Küste. Nach dem Transport von 643 Kilometern, auf der Interstate 5 und durch das Küstengebirge der Oregon Coast Range, erreichte die Lok Tillamook am 31. März 2011. Nach mehreren Stunden Arbeit konnte die Dampflokomotive aufgegleist und danach im Museum hinterstellt werden. Im August 2011 wurde die Lokomotive nach Garibaldi verlegt, wo sie seither im Zugbetrieb eingesetzt wird.

### Ankauf der Fred-M.-Kepner-Sammlung
Nach dem Tod von Fred M. Kepner im Jahr 2021 kaufte die Oregon Coast Scenic Railroad 14 Lokomotiven und Wagen aus dessen privater Sammlung. Zwölf Lokomotiven befanden sich auf einem gepachteten Gelände der Union Pacific Railroad in Merrill (Oregon), weitere Fahrzeuge waren anderweitig eingelagert. Die OCSR möchte vier der Loks behalten und die restlichen an andere Museumsbahnen und weitere geeignete Organisationen weiterverkaufen (die vier Loks sind in der Fahrzeugtabelle aufgeführt). Von dem Erlös soll der Transport der vier Lokomotiven über die 531 Kilometer zwischen Merrill und Tillamook finanziert werden.
| Lokomotiven       |                             |                          |              |               |          | |      |
| Betriebs-Nr.      | Hersteller                  | Achsfolge/Modell         | Seriennummer | Baujahr       | Erworben | Bemerkung | Bild |
| Dampflokomotiven  |                             |                          |              |               |          | |      |
| 1                 | Heisler Locomotive Works    | Getriebelokomotive, 85 t | 1272         | 1913          | 2015     | Ehem. Sunset Timber Company, wartet auf Aufarbeitung |      |
| 2                 | Heisler Locomotive Works    | Getriebelokomotive       | 1198         | März 1910     | 2003     | Ehem. Curtiss Lumber Co. of Mill City, danach Hammond Lumber Co., danach Mill City Manufacturing, danach Vancouver Plywood & Veneer Co., zuletzt Privateigentum                                                     |      |
| 3                 | Heisler Locomotive Works    | Getriebelokomotive       | 1364         | 1917          | 2016     | Ehem. Craig Mountain Lumber Co., erworben von der ehemaligen Rio Grande Scenic Railroad |      |
| 7 „Skookum“       | Baldwin Locomotive Works    | 2-4-4-2                  | 33463        | 1909          |          | Ehem. Little River Railroad (Tennessee) Nr. 126, danach Columbia River Belt Line, danach Larkin & Green Logging Co., später Deep River Logging Co. Nr. 7, zuletzt Privateigentum, ist nach Restaurierung in Betrieb |      |
| 8                 | Lima Locomotive Works       | Getriebelokomotive       |              |               | 2021     | Ehem. Pickering Lumber Co., 2021 aus der Fred M. Kepner-Sammlung erworben |      |
| 25                | American Locomotive Company | 2-6-2 Prairie            | 66435        | 1925          | 2011     | Ehem. McCloud Railway, in Betrieb |      |
| 38                | Baldwin Locomotive Works    | 2-6-6-2                  |              | 1934          | 2021     | Ehem. Sierra Railroad, 2021 aus der Kepner-Sammlung erworben |      |
| 90                | Baldwin Locomotive Works    | 2-8-2 Mikado             | 59071        | 1926          |          | Ehem. Polson Logging Nr. 90, ist in Garibaldi ausgestellt. |      |
| 104               | Baldwin Locomotive Works    | 2-6-2T                   | 56851        | 1923          | 2021     | Ehem. Oregon-American Lumber Co., 2021 aus der Kepner-Sammlung erworben |      |
| 105               | Baldwin Locomotive Works    | 2-6-2 Prairie            | 58193        | 1925          | 2021     | Ehem. Oregon-American Lumber Co., 2021 aus der Kepner-Sammlung erworben |      |
| Diesellokomotiven |                             |                          |              |               |          | |      |
| 101               | Electro-Motive Diesel       | GP9                      | 21190        | Dezember 1955 | 2006     | Ehem. Chesapeake and Ohio Railway Nr. 6006, danach Huron and Eastern Railway Nr. 101, danach Idaho Northern and Pacific Railway Nr. 101, zuletzt Port of Tillamook Bay Railroad Nr. 101, in Betrieb.                |      |
| 274               | Electro-Motive Diesel       | F7                       | 11066        | 1950          | 2010     | Ehem. Great Northern Railway (Vereinigte Staaten), in Betrieb |      |
| 6139              | Electro-Motive Diesel       | SD9                      | 20121        | 1954          | 2006     | Ehem. Baltimore and Ohio Railroad No. 765, in Betrieb |      |
| Dieseltriebwagen  |                             |                          |              |               |          | |      |
| 552               | Budd Rail Diesel Car        | RDC1                     | 5920         | April 1954    |          | Ehem. Central Railroad of New Jersey Nr. 552 |      |
| 553               | Budd Rail Diesel Car        | RDC1                     | 5921         | April 1954    |          | Ehem. Central Railroad of New Jersey Nr. 553 |      |
| [ 6 ] [ 7 ]       |                             |                          |              |               |          | |      |